# Myllokunmingia
Myllokunmingia (Myllokunmingia fengjiaoa) – jeden z najstarszych i najbardziej prymitywnych kręgowców z nadgromady bezżuchwowców.
Żył w okresie wczesnego kambru (ok. 530 mln lat temu) – w czasie tzw. eksplozji kambryjskiej. Długość ciała ok. 2,8 cm, wysokość ok. 6 mm. Posiadał skrzela oraz wstęgowate płetwy grzbietową i brzuszną, niekompletną strunę grzbietową. Miał segmentowany tułów (25 segmentów). Jego skamieniałości zostały odkryte (wraz z Haikouichthys) w Chinach (w prowincji Junnan) przez D. G. Shu i Simona Conwaya Morrisa.